# Yüreğil, Sındırgı
Yüreğil là một thị trấn thuộc huyện Sındırgı, tỉnh Balıkesir, Thổ Nhĩ Kỳ. Dân số thời điểm năm 2010 là 2.105 người.